# Isidorea brachyantha
Isidorea brachyantha är en måreväxtart som beskrevs av Ignatz Urban. Isidorea brachyantha ingår i släktet Isidorea och familjen måreväxter.
Artens utbredningsområde är Haiti. Inga underarter finns listade i Catalogue of Life.